# D'Amico (famiglia)
In armoriale, è attestato come cognome di nobile famiglia italiana a Messina, Milazzo e Milano:

## Membri illustri
- Conte Amico (XI secolo) luogotenente di Puglia, feudatario della terra di Bari, nominato conte di Giovinazzo e Spinazzola nel 1040;
- Pietro di Trani, figlio di Amico e conte di Trani, fu uno dei 12 conti di Melfi; per suo volere vennero stilati gli Ordinamenta et consuetudo maris, considerati il più antico codice marittimo del Mediterraneo nel Medioevo;
- Gualtiero di Civitate, figlio di Amico barone di Cividate;
- Ruggiero Amico fu Giustiziere di Sicilia dal 10 ottobre 1239 al 3 maggio 1240 e Capitano e Gran Giustiziere di Sicilia e Calabria dal novembre 1241;
- Guglielmo Amico barone di Ficarra, ebbe confiscati i suoi beni da Carlo d'Angiò;[1][2] poco prima dei Vespri Siciliani, sposò nel 1253 Macalda Scaletta;
- Guglielmo II d'Amico barone del Regno, partigiano dei suoi congiunti i Chiaramontani nelle guerre civili, marito di Benedetta d'Amico nel 1375;
- Nicoberto de Amico Cavaliere di Milazzo nel 1283;
- Giovanni d'Amico Barone del Regno, Regio milite e cavaliere di San Giacomo, Patrizio Messinese e castellano di Santa Lucia nel 1448, sposò Elisabetta Staiti nel 1446;
- Giovanni d'Amico fu ricevuto nell'Ordine di Malta nel XVI secolo;
- Francesco d'Amico ricevuto nell'Ordine di Malta nella seconda metà del XVI secolo[2];
- Giacomo d'Amico Tesoriere Generale del Regno nel 1453;
- Antonio d'Amico Regio Cavaliere;[3]
- Ignazio d'Amico nominato prima vescovo della Diocesi di Patti, venne nominato vescovo di Agrigento dal 1662 al 1666;
- Pietro d'Amico Regio Cavaliere;[4]
- Vito d'Amico Capitano Giustiziere e Senatore, sindaco di Catania, eletto Regio Castellano in feudo della torre di Sant'Anna e Regio Cavaliere per diploma imperiale del re Filippo di Spagna consegnato il 29 luglio 1652 (titolo trasmissibile in perpetuo a tutti i suoi discendenti), già barone del Grano, Conte per diploma del 6 maggio 1654 sposò Caterina Tedeschi baronessa del Toscano;
- Vito Maria Amico, abate, celebre storico e regio storiografo;
- Dott. Vincenzo d'Amico Giudice del Supremo Magistrato di Sicilia, Regio Cavaliere, Barone del Grano e di Villamico, ascritto alla Mastra Nobile di Catania il 27 novembre 1796;
- Don Ferdinando d'Amico, barone del Grano e Villamico e marchese di Protonotaro fu uno dei primi che si batté per l'autonomia di Barcellona Pozzo di Gotto da Castroreale, poi nominato sindaco, organizzò i primi moti risorgimentali che sfociarono nelle sommosse del 1848 nella città del Longano;
- Costantino d'Amico, 1720 primo conte di Guido;[5]
- Francesco Carlo d'Amico, nel 1779 conte di Guido e duca di Calvello (già Ossada), possessore della tonnara e del castello di San Giorgio scrisse "Osservazioni pratiche intorno la pesca, corso, e cammino de' tonni” uno degli scritti più insigni sulla pesca del tonno in Sicilia;
- Antonio d'Amico, primo marchese de Amico per concessione del 7 agosto 1759[2];
- Tommaso de Amico fu investito nel 30 ottobre 1787 del titolo di marchese;
- Ernesto d'Amico, Direttore Generale dei Telegrafi del Regno d'Italia, Regio Cavaliere.
- Francesco d'Amico, ingegnere messinese (1876-1957), a lui è intitolata la scuola elementare di Rosolini a Siracusa.
- Giovanni d'Amico, famoso pittore siciliano (1921-1999), le sue ottomila opere sono sparse in tutto il mondo.
- Vincenzo d'Amico (1939-2019) nato a Milazzo, Professore di fisica nucleare, autore di numerose pubblicazioni scientifiche consultabili sul sito INFN,  duca d'Ossada per discendenza, padre di Ugo ingegnere e Luca architetto, professionisti messinesi

## Stemma
Arma: Campo d'oro, con una banda d'azzurro ed uno sparviero nero passante : Lo scudo sormontato d, professionisti messinesi
1. ↑  Il Villabianca indica come l'artefice della confisca Corrado I di Svevia: cfr.  Francesco Maria Emanuele Gaetani, Della Sicilia nobile: Continuazione della Parte seconda, vol. 3, Palermo, tamperia dei Santi Apostoli per Pietro Bentivenga, 1757,  p. 528, SBN SBLE015086.
2. 1 2 3 4   Vincenzo Palizzolo Gravina, Il blasone in Sicilia: ossia, Raccolta araldica, Visconti & Huber, 1875,  p. 68.
3. ↑  Regio Privilegio datato a 5 marzo, esecutoriato il 14 dicembre 1574.
4. ↑  Regio Privilegio datato a 19 settembre 1651, esecutoriato a 29 luglio 1652.
5. ↑  Concessione dell'imperatore Carlo VI, 18 maggio 1734.

- Manoscritto di Cristofaro D'Amico e Massa presso il Comm. Ernesto D'Amico.